# Foveosculum ugandanum
Foveosculum ugandanum là một loài tò vò trong họ Ichneumonidae.